# Эйдерштедтский фризский диалект

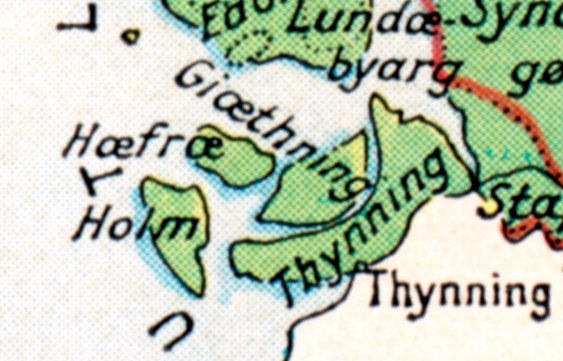
Эйдерштедт в XIII веке

Эйдерштедтский фризский диалект (с.-фриз. Eidersteeds Fresk) — один из диалектов севернофризского языка. На нём говорили на территории нынешнего полуострова Эйдерштедт по разным оценкам до начала или середины XVIII века. Этот диалект причисляют к островной группе севернофризских диалектов.

## История
Появление эйдерштедтского фризского связано с фризскими переселенцами, которые приблизительно в 800 году поселились на Эйдерштедте в устье Айдера и далее в районах выше по течению. Вполне возможно, что фризы смешались здесь с оставшимся дофризским населением. Позже были заселены и марши Эйдерштедта. Это был самый южный севернофризский диалект. В период раннего Нового времени эйдерштедтский фризский был окончательно вытеснен нижненемецким, как и соседний страндский фризский. В отличие от северных областей, Эйдерштедт был экономически сильным и процветающим и во многих отношениях ориентировался на области, граничащие к югу от него, для которых был характерен нижненемецкий язык. Нижненемецкий язык также был языком управления с конца средневековья. В XVI веке также была сильная голландская иммиграция. Дольше всего фризский язык сохранялся на западе полуострова.

## Языковые особенности
Эйдерштедтский фризский диалект может быть отнесен к островной группе в пределах севернофризского языка, которая берёт начало от первой волны иммиграции приблизительно 800 года, в то время как фризские диалекты континентальной группы происходят от более поздней второй волны. Тем не менее, в диалекте также просматриваются и особенности континентальной группы. Эйдерштедтский фризский сегодня можно обнаружить, главным образом, в географических названиях и именах отдельных реликвий в юридических трудах позднего средневековья. В остальном литературных источников нет. В правовом постановлении от 1426 г. отдельные термины могут быть причислены к эйдерштедтскому фризскому, в качестве примеров можно упомянуть sebbe (родство) и boyne (убийца, др.-фриз. bona).